# Armidalia
Armidalia is een geslacht van vlinders van de familie van de zakjesdragers (Psychidae). De wetenschappelijke naam van dit geslacht is voor het eerst voorgesteld door Michael Weidlich in een publicatie uit 2001. Beide soorten komen in Kazachstan voor.

## Soorten
- Armidalia orientalis Weidlich, 2001
- Armidalia ornamentalis Weidlich, 2001